# Förderpreis Opus Primum
Der Förderpreis Opus Primum der Volkswagenstiftung (Eigenschreibweise VolkswagenStiftung) wurde zwischen 2011 und 2020 jährlich für die beste wissenschaftliche Nachwuchspublikation des Jahres verliehen. Der Preis war mit 10.000 Euro dotiert und wurde zusammen mit dem NDR Kultur Sachbuchpreis übergeben.

## Einsendekriterien
Die jährliche Auszeichnung wurde für eine deutschsprachige Publikation von hoher wissenschaftlicher Qualität vergeben, die gut lesbar geschrieben und auch einem breiteren Publikum verständlich ist.  Beteiligen konnten sich Verlage mit jeweils bis zu drei Neuerscheinungen, die von einem Autor, einer Autorin oder einem Autorenduo verfasst wurden; Selbstbewerbungen waren nicht möglich. Die Autoren sollten zum Zeitpunkt der Einreichung nicht älter als 35 Jahre sein. Die Publikation durfte kein Sammelband, Zeitschriftenaufsatz oder Paper sein. Auch Lexika und Ratgeber wurden nicht berücksichtigt.

## Stifter und Preisgeld
Stifter des Preises war die Volkswagenstiftung. Nach eigenen Angaben war es der wissenschaftsfördernden Stiftung ein Anliegen, mit diesem Förderpreis den wissenschaftlichen Nachwuchs zu stärken und herauszustellen, dass Wissenschaftsvermittlung für die deutsche Forschung eine zentrale Aufgabe sei.
Der Förderpreis Opus Primum wurde zusammen mit dem NDR Kultur Sachbuchpreis verliehen.
Das Preisgeld in Höhe von 10.000 Euro war zur eigenen Weiterbildung im Forschungsfeld, dem Besuch von wissenschaftlichen Konferenzen oder zur Anschaffung von Literatur für Forschungsvorhaben gedacht.

## Jury
Die Jury kürte aus allen Einsendungen die beste Nachwuchspublikation des Jahres. Mitglieder der Jury 2019 waren: Wilhelm Krull Generalsekretär der Volkswagenstiftung als Vorsitzender,  Jutta von Campenhausen (Wissenschaftsjournalistin und Autorin), Claudia Christophersen (Redaktion Kulturmagazine, NDR Kultur), Claudia Schnurmann, (Professur Nordamerikanische, karibische und atlantische Geschichte der Neuzeit, Hamburg),  Christian Schwägerl (Wissenschaftsjournalist und Autor), Caja Thimm (Professur Medienwissenschaft und Intermedialität, Bonn), Christina Wessely, (Professur Kulturgeschichte des Wissens, Lüneburg)

## Preisträger
- 2011: Robert Lorenz für seine Dissertation Protest der Physiker. Die „Göttinger Erklärung“ von 1957. Transcript Verlag, Bielefeld 2011, ISBN 978-3-8376-1852-5.
- 2012: Dirk Laabs für seine Darstellung der Geschichte der Treuhand: Der deutsche Goldrausch: Die wahre Geschichte der Treuhand. Pantheon Verlag, München 2012, ISBN 978-3-570-55164-6.
- 2013: Daniel Stahl für sein Buch Nazi-Jagd. Südamerikas Diktaturen und die Ahndung von NS-Verbrechen. Wallstein Verlag, Göttingen 2013, ISBN 978-3-8353-1112-1.
- 2014: Peter Hammerschmidt für seine Klaus-Barbie-Biografie Deckname Adler – Klaus Barbie und die westlichen Geheimdienste. S. Fischer Verlag, Frankfurt am Main 2014, ISBN 978-3-10-029610-8.
- 2015: Susanne Muhle für ihre Dissertation an der Universität Münster Auftrag  Menschenraub – Entführungen von Westberlinern und Bundesbürgern durch das Ministerium für Staatssicherheit der DDR. Vandenhoeck & Ruprecht, Göttingen 2015, ISBN 978-3-525-35116-1.
- 2016: Manuel Menrath für sein Buch Mission Sitting Bull: Die Geschichte der katholischen Sioux. Verlag Ferdinand Schöningh, Paderborn 2016, ISBN 978-3-506-78379-0.
- 2017: Andreas Cassee für sein Buch Globale Bewegungsfreiheit. Ein philosophisches Plädoyer für offene Grenzen. Suhrkamp, Berlin 2016, ISBN 978-3-518-29802-2.
- 2018: Mareike Vennen für ihr Buch Das Aquarium. Praktiken, Techniken und Medien der Wissensproduktion (1840–1910). Wallstein, Göttingen 2018, ISBN 978-3-8353-3252-2.
- 2019: Annika Hardt für das Buch Technikfolgenabschätzung des CRISPR/Cas-Systems. De Gruyter, Berlin 2019, ISBN 978-3-11-062447-2.
- 2020: Veronika Settele für Revolution im Stall. Landwirtschaftliche Tierhaltung in Deutschland 1945–1990. Vandenhoeck&Ruprecht, 2020, ISBN 978-3-525-31122-6.